# Esterházy–Liechtenstein–Zichy-kastély
Az ácsi Zichy-kastély vagy más néven Esterházy–Liechtenstein–Zichy-kastély a város egyik legismertebb épülete. A település központjában található, eredetileg az Esterházyak által épített kastélyt felújították és jelenleg városi művelődési otthonként és könyvtárként működik.

## Története
A török hódoltság idején Ács a hathalmi Hathalmy család tulajdonában volt, majd a Lengyel, a Kolos és a Pogrányi családoké lett. A 17. század második felében a pannonhalmi bencés apátságé volt, a század végén pedig galánthai gróf Esterházy Károly egri püspök szerzett itt nagyobb kiterjedésű birtokot.
A birtok gazdasági felvirágoztatását az Esterházyak kezdték el, különösen az uradalom juhtenyésztése és gyümölcstermesztése volt kiemelkedő. A kastély a püspök birtokossága idején, 1796-ban már állt, a barokk stílusú épület felépítése az előkerült évszámos téglák alapján az 1780-as évekre tehető, tehát az Esterházy család a birtok megszerzése után nem sokkal elkezdhette építését. Károly püspök 1799-ben bekövetkezett halála után bátyjának, Esterházy Ferenc kancellárnak és horvát bánnak azonos nevű fia, Ferenc örökölte az ácsi uradalmat. Ő 1815-ben hunyt el, birtokai ekkor fia, Esterházy Károly kezére kerültek, aki királyi főajtónállói címet viselt és Tolna vármegye főispáni posztját töltötte be. 1824-ben nikolsburgi herceg Liechtenstein Alajos vásárolta meg az ácsi uradalmat Esterházy Károlytól, ekkor a kastélyról is említés történt. 1848-ban még a hercegi családot említették az uradalom tulajdonosaként. Később, a 19. század végén gróf zicsi és vázsonykői Zichy Ernő vásárolta meg a kastélyt és a birtokot. A Zichy család nevéhez fűződik a kastély historizáló eklektikus, de főként neobarokk stílusú átalakítása a 20. század első negyedében, feltehetően 1901-1902-ben történt, bár egyes források 1920-ra teszik. A Zichy családnak 1941-ben 2200 katasztrális holdnyi földbirtoka volt Ácson.
A második világháború után kisajátították, majd 1948-ban művelődési házat és könyvtárat helyeztek el falai között. A kastély 1955-ben került a község tulajdonába és miután társadalmi munkában felújították, ugyanazon év szeptember 10-én nyílt meg benne a Bartók Béla Művelődési Ház (a neves zeneszerző halálának 10. évfordulóján). A községi könyvtár mellett itt kapott helyet a DISZ szervezete, így a fiatalság ide járhatott szórakozni. A kétszázötven férőhelyes nagyteremben különböző kulturális rendezvényeket tartottak. A jobb oldali kastélyszárnyat az Általános Iskola napközi otthona foglalta el, az egykori ebédlő étkezőként szolgált egészen 1982-ig. Napjainkban a művelődési ház ad otthont a cukorgyári emlékkiállításnak és az időszakos kiállításoknak helyet adó Sméja Galériának. 2002 tavaszán felújították.

## Leírása
A kastély Ács központjában fekszik, a városháza és a katolikus templom szomszédságában. Barokk stílusban épült, eredetileg földszintes épület, melyre 1920-ban építettek egy emeletet. A toronypárkány mezejében kerek számlapú órát helyeztek, el melynek számlapját a párkány ívelten követi. A kastély belső terére boltívek, kazettás fal és mennyezetig érő stukkók jellemzőek.
A művelődési ház bejáratánál két emléktáblát helyeztek el:
- 1809. június 15. és július 2. között itt volt az Eugène de Beauharnais vezette francia sereg keleti főhadiszállása
- 2006 októberében helyezték el az 1956-os emléktáblát

## A kastélypark
Az egykor 70 hektáros kastélypark egy része ma is látható, ebben az egykori díszkutat medencévé alakították, sporttelepet hoztak létre és új építményeket emeltek. Korábban Ács strandjaként működött, az üres medence lebontásra vár. Mellette áll a 200 éves ún. Mesefa. A kastély főhomlokzata előtt elterülő részében Szent István király szobrát állították fel. A park hátsó részében Zichy Ernő római kori köveket gyűjtött össze a 20. század elején, melyek egy része ma is látható. A grófi család két érdekes kialakítású, földbe mélyített temetkezőhelyet is kialakított itt. Ezek közül a "Mennyországnak" nevezettet betemették életveszélyes állapota miatt, a "Pokolnak" nevezett csillagboltozatos kriptában a koporsók helye még ma is látszik. (Állítólag innen egy alagút vezetett a komáromi Monostori erődig, ami igen valószínűtlen.) A visszaemlékezések szerint a kastélyparkban a XIX. század második felében még váromladékszerű romok voltak láthatók.